# Stortjärnen (Stensele socken, Lappland, 725186-153515)
Stortjärnen är en sjö i Storumans kommun i Lappland och ingår i Umeälvens huvudavrinningsområde.